# Clare Woods
Clare Woods RA (* 1972 in Southampton, UK) ist eine britische Malerin, die in Hereford an der walisischen Grenze im Vereinigten Königreich lebt und arbeitet.

## Leben und Werk
Ursprünglich als Bildhauerin ausgebildet, widmet sich die Künstlerin seit 30 Jahren der Malerei. Woods Bilder sind charakterisiert durch die Materialität der Farbe. Die Motive sind in kraftvollen, fließenden Farben mit großen, gestischen Pinselstrichen ausgeführt. Woods malte anfangs mit Lackfarbe und arbeitet heute vorwiegend in Öl auf Aluminium. Bekannt wurde die Künstlerin durch ihre großformatigen abstrakten Landschaften. Seit einigen Jahren beschäftigt sie sich mit klassischen Sujets, wie Interieurs und Blumenstillleben und zunehmend figurativen Themen, darunter Vasen und Porträts.
Woods graduierte 1999 in bildender Kunst am Goldsmiths College in London. Zuvor schloss sie 1994 mit einem B.A. in Bildhauerei am Bath College of Art ab.

### Auftragsarbeiten
Die Künstlerin führt seit 2005 Auftragsarbeiten im öffentlichen Raum aus, darunter zwei großen Wandarbeiten für den Olympic Park in London (2010–12), für das VIA University College in Aarhus, Dänemark (2014) und den River Bend Wohnkomplex in Dallas, USA (2019).

## Sammlungen

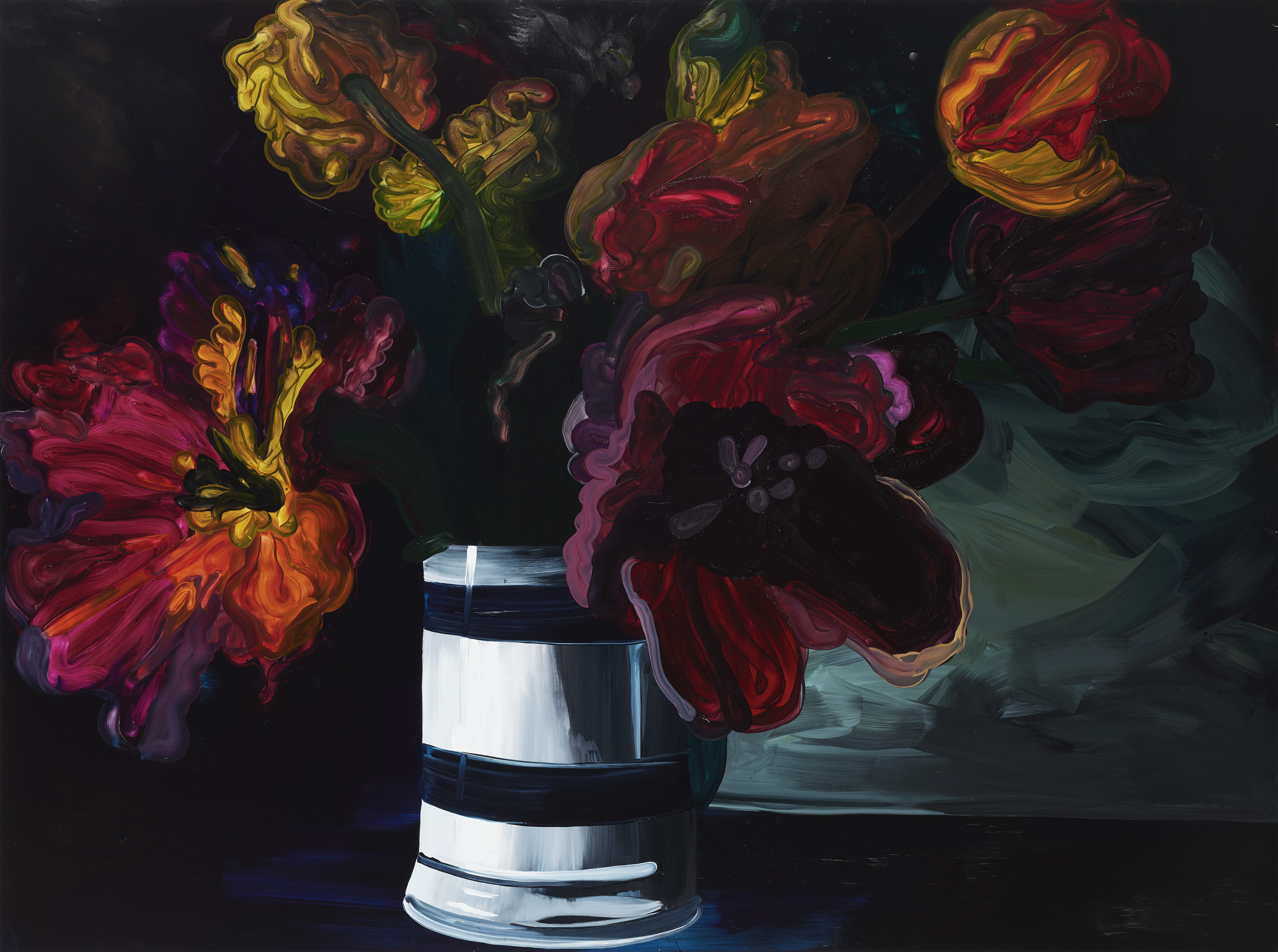
Clare Woods, Final Gesture, 2022, Öl auf Aluminium, 150 × 200 cm

Arbeiten von Clare Woods befinden sich in zahlreichen internationalen Sammlungen, darunter:
- Arts Council Collection, London, UK[8]
- British Council Collection, London, UK[9]
- Southampton City Art Gallery, UK[10]
- Amgueddfa Cymru – Museum Wales Collection, UK[11]
- Arken Museum of Modern Art, Dänemark[12]
- Albright-Knox Art Museum, Buffalo, USA[13]
- CCA Andratx, Mallorca, Spanien
- Serlachius Collection, Finnland
- University of Warwick – Mead Gallery, UK
- Towner Eastbourne, UK
- Tullie House Galerie in Carlisle, UK

## Ausstellungen

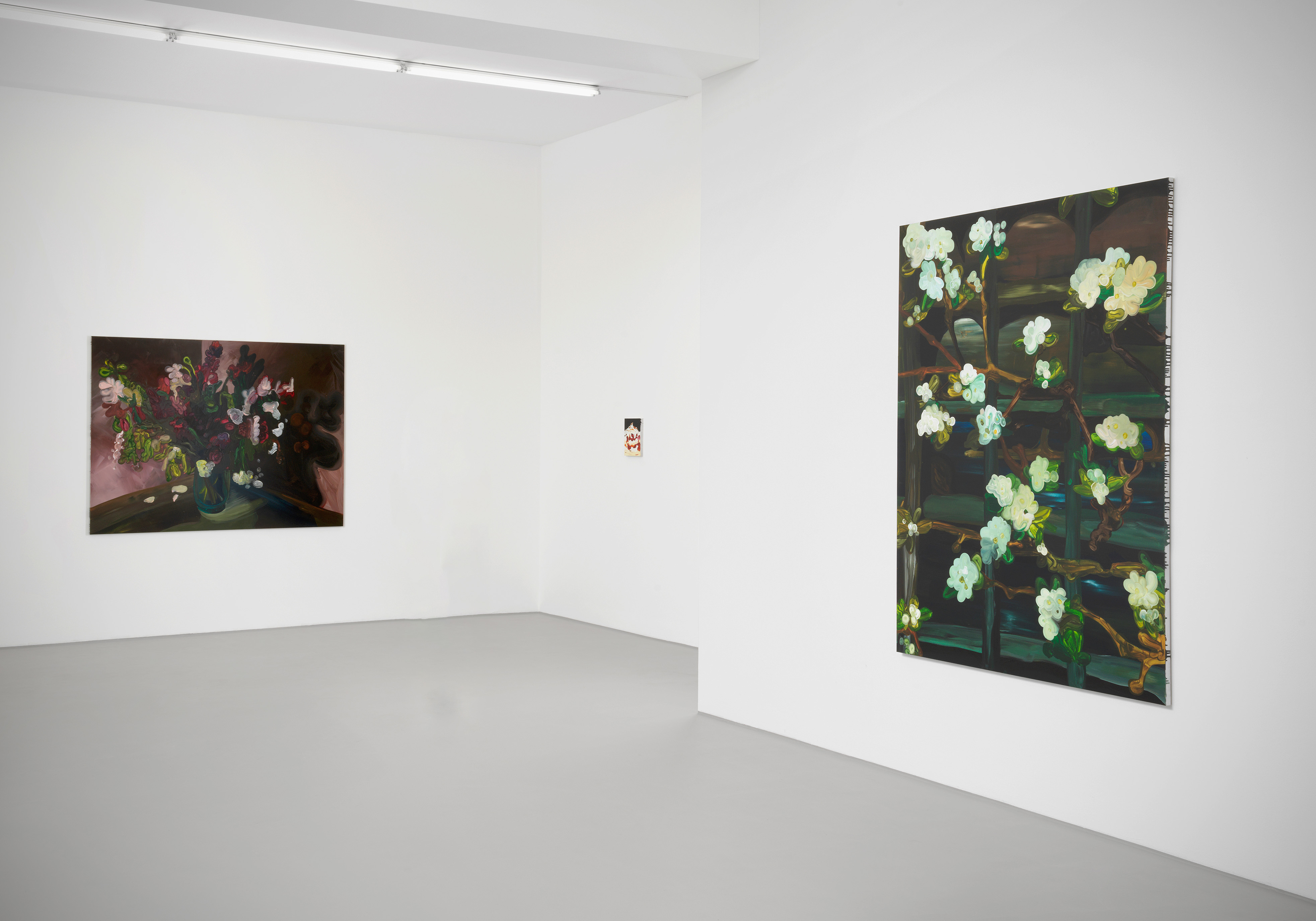
Ausstellungsansicht Clare Woods: Silent Spring in der Buchmann Galerie, Berlin, 2023

Viele Museen und Galerien zeigten Woods Arbeiten in Einzelausstellungen, darunter:
- I Blame Nature, Night Gallery, LA (2024)
- Soft Knock, Cristea Roberts Gallery, London (2024)
- Silent Spring, Buchmann Galerie, Berlin (2023)[14]
- Still Here, Print display, Royal Academy of Arts, London (2023)
- Between Before and After, CCA Museum, Andratx, Spain (2023)
- Between These Words, Simon Lee Gallery, Hong Kong (2022)
- After Limbo, Night Gallery, LA (2022)
- Between Before and After, Serlachius Museum, Finland (2022)
- What Difference Does It Make, Martin Asbaek Gallery, Copenhagen (2021)
- The Great Unknown, Cristea Roberts Gallery, London (2021)
- If Not Now Then When, Buchmann Galerie, Berlin (2020)
- Doublethink, Simon Lee Gallery, London (2019)
- Password Revolt, Simon Lee Gallery, New York, USA (2018)
- English Habits, Martin Asbaek Gallery, Copenhagen (2018)
- Rehumanised, Simon Lee Gallery, Hong Kong (2018)
- Reality Dimmed, Mead Gallery, Warwick Arts Centre, Coventry (2018)[15][16]
- Victim of Geography, Dundee Contemporary Arts, Scotland, UK (2017)
- Lady Midnight, Pallant House, stair commission (2016)
- Clean Heart, A Landscape Retrospective, Hestercombe Gallery (2016)
- The Sleepers, Pallant House Gallery, joint show with Des Hughes (2016)
- A Tree  A Rock  A Cloud, (On tour) Oriel Plas Glyn-y-Weddw, Wales (2015)[17]
- The Drama Triangle, Martin Asbaek Gallery, Copenhagen (2015)[18]
- A Tree  A Rock  A Cloud,  Oriel Plas Glyn-y-Weddw, Wales (2014)[17]
- Hanging Hollow and Holes, Buchmann Galerie, Berlin (2014)[19]
- New Works, Rebecca Camhi Gallery, Athens (2014)[20]
- New Works, Martin Asbaek Gallery, Copenhagen (2013)[18]
- Eva Rothschild / Clare Woods, New Works, The New Art Centre, Salisbury (2013)[21]
- Dark Matter, Southampton City Art Gallery, Southampton (2012)[10]
- The Bad Neighbour, Modern Art, London (2012)
- Dark Matter, Martin Asbaek Gallery, Copenhagen (2012)
- Carpenter’s Curve and Brick Fields, permanent commissions for London 2012 Olympic Park (2011–2012)
- The Unquiet Head, The Hepworth Wakefield, UK (2011)[22][23]
- Watercolours, Buchmann Galerie, Berlin (2009)
- The Prospect, The New Art Centre, Salisbury (2008)
- Monster Field, Stuart Shave / Modern Art, London (2008)
- The Dancing Mania, Buchmann Galerie, Berlin (2008)
- Deaf Man’s House, The Chisenhale Gallery, London (2006)
- The Walls Have Eyes, Eva Rothschild / Clare Woods, Modern Art, London, (2003)
- New Paintings, Southampton City Art Gallery, Southampton (1997)

## Referenzen
1. 1 2  Clare Woods | Artist | Royal Academy of Arts. Abgerufen am 26. Juli 2024.
2. ↑  Clare Woods: ‘a lot of my work is about two extremes coming together’. Abgerufen am 26. Juli 2024.
3. ↑  A larger landscape ...and an epic sense of place. Abgerufen am 29. Juli 2024 (englisch).
4. ↑  Karen Wright: In The Studio: Clare Woods, Artist. In: The Independent. 16. August 2012, abgerufen am 16. Oktober 2015 (englisch).
5. ↑  Ny kunst udsmykker Aarhus. 22. August 2015, abgerufen am 29. Juli 2024 (dänisch).
6. ↑  River Bend - Creating Community. Abgerufen am 29. Juli 2024 (englisch).
7. 1 2  Biography. In: Clare Woods. Abgerufen am 29. Juli 2024 (amerikanisches Englisch).
8. ↑  Woods, Clare | The Arts Council Collection. Abgerufen am 29. Juli 2024.
9. ↑  Clare Woods | Artists | Collection | British Council – Visual Arts. Abgerufen am 29. Juli 2024.
10. 1 2  Clare Woods: The Dark Matter. In: Southampton City Art Gallery. 2012, abgerufen am 29. August 2021 (englisch).
11. ↑  Art Collections Online - Woods, Clare. In: National Museum Wales. Abgerufen am 29. August 2021 (englisch).
12. ↑  CLARE WOODS - Arken. 2. Oktober 2023, archiviert vom Original am 2. Oktober 2023; abgerufen am 29. Juli 2024.  Info: Der Archivlink wurde automatisch eingesetzt und noch nicht geprüft. Bitte prüfe Original- und Archivlink gemäß Anleitung und entferne dann diesen Hinweis.
13. ↑  Clare Woods | Buffalo AKG Art Museum. Abgerufen am 29. Juli 2024.
14. ↑  Ela Bittencourt: Clare Woods. In: Artforum. 1. Februar 2024, abgerufen am 29. Juli 2024 (amerikanisches Englisch).
15. ↑  Clare Woods: Reality Dimmed. In: Warwick Arts Centre. 2018, archiviert vom Original am 19. Januar 2021 (englisch).
16. ↑  Hettie Judah:  An English Murder: Clare Woods Has a Poisoner's Touch In: Frieze, 19. Februar 2018. Abgerufen am 26. Februar 2024 (englisch).
17. 1 2  Clare Woods. In: Plas Glyn-y-Weddw. 2014, archiviert vom Original am 4. März 2016; abgerufen am 27. Oktober 2015 (englisch).
18. 1 2  Clare Woods. In: Martin Asbaek Gallery. 2015, abgerufen am 27. Oktober 2015 (englisch).
19. ↑  Clare Woods. In: Buchmann Galerie. Abgerufen am 29. August 2021 (englisch).
20. ↑  Clare Woods. In: Rebecca Camhi. Abgerufen am 24. Februar 2018 (englisch).
21. ↑  Jessica Lack: Artist of the week, No.8 Clare Woods. In: The Guardian. 24. September 2008, abgerufen am 27. Oktober 2015 (englisch).
22. ↑  Sheena Hastings: A larger landscape... and an epic sense of place. In: The Yorkshire Post. 21. Oktober 2011, abgerufen am 27. Oktober 2015 (englisch).
23. ↑  Clare Wood, The Unquiet Head. In: The Hepworth Wakefield. 2011, abgerufen am 27. Oktober 2015 (englisch).

| Personendaten    | Personendaten     |
| ---------------- | ----------------- |
| NAME             | Woods, Clare      |
| KURZBESCHREIBUNG | britische Malerin |
| GEBURTSDATUM     | 1972              |
| GEBURTSORT       | Southampton       |